# Islamska razvojna banka
Islamska razvojna banka (engl. Islamic Development Bank, IsDB) (arapski: البنك الإسلامي للتنمية) multilateralna je institucija za razvojne finansije koja ima fokus na finansiranju islamskog sveta sa sedištem u Džedi u Saudijskoj Arabiji. Postoji 57 akcionarskih država članica, a najveći pojedinačni akcionar je Saudijska Arabija.

## Istorija
Ovu banku su osnovali 1973. godine ministri finansija pri prvoj Organizaciji islamske konferencije (koja se danas naziva Organizacija islamske saradnje) uz podršku tadašnjeg kralja Saudijske Arabije (Fejsal), a svoje aktivnosti je započela 3. aprila 1975.
Dana 22. maja 2013. IDB je utrostručila svoj odobreni kapital do 150 milijardi dolara kako bi bolje služila svojim korisnicima. Banka je dobila kreditni rejting AAA od kompanija Standard & Purs, Mudis, i Fič. Saudijska Arabija drži oko jedne četvrtine uplaćenog kapitala banke. IDB je posmatrač u Generalnoj skupštini Ujedinjenih nacija.

## Članstvo
Trenutno članstvo u Banci čini 57 zemalja. Osnovni uslov za članstvo je da potencijalna zemlja članica treba da bude članica Organizacije za islamsku saradnju (OIC), uplati svoj doprinos u kapital Banke i bude spremna da prihvati uslove i odredbe o kojima može odlučiti Odbor guvernera IDB-a.
Rangirani na osnovu uplaćenog kapitala (od avgusta 2015. godine), glavni akcionari uključuju:
1. Saudijska Arabija (26,57%)
2. Alžir (10,66%)
3. Iran (9,32%)
4. Egipat (9,22%)
5. Turska (8,41%)
6. Ujedinjeni Arapski Emirati (7,54%)
7. Kuvajt (7,11%)
8. Pakistan (3,31%)
9. Libija (3,31%)
10. Indonezija (2,93%)

## Struktura
IDB je evoluirala u grupu od pet entiteta, koje čine Islamska razvojna banka (IDB), Islamski institut za istraživanje i obuku (IRTI), Islamska korporacija za razvoj privatnog sektora (ICD), Islamska korporacija za osiguranje investicija i izvoznih kredita (ICIEC) i Međunarodna islamska korporacija za finansiranje trgovine (ITFC).

## Aktivnosti
IDB Group se bavi širokim spektrom specijalizovanih i integrisanih aktivnosti kao što su:
- Finansiranje projekata u javnom i privatnom sektoru;
- Razvojna pomoć za smanjenje siromaštva;
- Tehnička pomoć za izgradnju kapaciteta;
- Ekonomska i trgovinska saradnja među zemljama članicama;
- Finansiranje trgovine;
- Finansiranje SME;[14][15][16]
- Mobilizacija resursa;
- Direktno ulaganje u kapital islamskih finansijskih institucija;
- Pokriće osiguranja i reosiguranja za investicione i izvozne kredite;
- Programi istraživanja i obuke iz islamske ekonomije i bankarstva;
- Avkaf investicije i finansiranje;
- Posebna pomoć i stipendije za zemlje članice i muslimanske zajednice u zemljama koje nisu članice;
- Pomoć u hitnim slučajevima; i
- Savetodavne usluge za javne i privatne entitete u zemljama članicama.

### Projekti i programi
Most Gao u Maliju: Do pre nekoliko godina, prelazak reke Niger kod Gaoa obavljao je trajekt koji je mogao ili ne mora saobraćati. To je ometalo napredak i obeshrabrivalo trgovinu. Most Gao, koji je finansirala IDB, povezivao je nekada izolovanu regiju Gao u istočnom Maliju sa ostatkom zemlje.

## Kritike
Dr Ali je ranije izjavio da je IDB odgovorna za nesmetano funkcionisanje fonda Al-Kuds Intifada i fonda al-Aksa, koji su uspostavljeni tokom arapskog samita u Kairu u oktobru 2000. godine. Prema završnom saopštenju samita, „Al-Kuds Fond Intifada imaće kapital od 200 miliona dolara koji će biti dodeljen za isplate porodicama palestinskih mučenika poginulih u Intifadi.”
Prema jednoj poruci američkog Stejt departmenta poslatoj 2007. godine, koju je kasnije objavio Vikiliks, istraga Stejt departmenta nije pronašla „dokaze dovoljne za potkrepljenje izraelskih i novinskih navoda o vezi između IDB i terorizma”. Međutim, prema nevladinoj organizaciji Monitor, Islamska razvojna banka daje veliki doprinos Islamskoj pomoći širom sveta, organizaciji za koju je poznato da podržava terorizam i ekstremizam. Na primer, Ujedinjeni Arapski Emirati su naveli Islamsku pomoć širom sveta kao terorističku organizaciju 2014. godine.

## Literatura
- Ankerl, Guy Coexisting Contemporary Civilisations: Arabo-Muslim, Bharati, Chinese, and Western. Geneva, INUPress, 2000,  2-88155-004-5.
- Al-Huda, Qamar. "Organisation of the Islamic Conference." Encyclopedia of Islam and the Muslim World. Edited by Martin, Richard C. Macmillan Reference, 2004. vol. 1 p. 394, 20 April 2008.
- Ciment, James; Hill, Kenneth, ур. (6. 12. 2012). Encyclopedia of Conflicts Since World War II, Volume 1. Routledge. стр. 185—6. ISBN 9781136596148. Приступљено 18. 11. 2017.
- LIEBER, DOV (22. 8. 2017). „PA, Hamas [allege] Jews planned 1969 burning of Al-Aqsa Mosque”. The Times of Israel. Приступљено 17. 11. 2017.
- „The organization 'Islamic Conference' (OIC)”. elibrary. Архивирано из оригинала 3. 1. 2017. г. Приступљено 17. 11. 2017.
- „Cairo Declaration on Human Rights in Islam, 5 August 1990, U.N. GAOR, World Conf. on Hum. Rts., 4th Sess., Agenda Item 5, U.N. Doc. A/CONF.157/PC/62/Add.18 (1993) [English translation]”. University of Minnesota. 5. 8. 1990. Приступљено 25. 3. 2011.
- „OIC Charter”. Ch 1, Art 1, Sect 7. Архивирано из оригинала 11. 9. 2015. г. Приступљено 8. 12. 2015.
- Alsharif, Asma (16. 8. 2012). „Organization of Islamic Cooperation suspends Syria”. U.S. Приступљено 16. 2. 2019.
- „وب سایتهای ایرنا - Irna”. Архивирано из оригинала 17. 2. 2012. г. Приступљено 23. 3. 2011.
- Kymlicka, Will (2007). Multicultural Odysseys: Navigating the New International Politics of Diversity. New York: Oxford University Press. стр. 308. ISBN 978-0-19-928040-7. Приступљено 25. 3. 2011.
- CISMAS, I. (2011). „Statute of the OIC independent permanent human rights commission, introductory note. International Legal Materials, 50(6)”: 1148—1160. JSTOR 10.5305/intelegamate.50.6.1148. doi:10.5305/intelegamate.50.6.1148. hdl:1893/21712.
- „OIC condemns abuses against Rohingya in Myanmar”. Arab News. 5. 9. 2017.
- „Second Islamic summit conference” (PDF). Formun. Архивирано из оригинала (PDF) 26. 6. 2013. г. Приступљено 1. 4. 2013.
- „Mecca Declaration”. JANG. Архивирано из оригинала 26. 3. 2014. г. Приступљено 25. 3. 2013.
- „Resolution of the Fifth Islamic Summit Conference”. IRCICA. Архивирано из оригинала 26. 3. 2014. г. Приступљено 1. 4. 2013.